# Frecheirinha
Frecheirinha este un oraș în statul Ceará (CE) din Brazilia.